# Strákagöng
De Strákagöng is een 830 meter lange tunnel in het noorden van IJsland. De tunnel is uitgegraven in de Strákar, een 676 meter hoge berg die tot aan de zee reikt en ongeveer 2 kilometer ten noorden van Siglufjörður ligt. Er loopt een eenbaansweg door de tunnel en onderweg zijn er passeermogelijkheden. De tunnel is in 1967 opgeleverd en was daarmee de tweede tunnel van IJsland. De eerste was de Arnarnessgöng.
Voordat de tunnel klaar was, moesten de bewoners van Siglufjörður via de 630 meter hoge Siglufjarðarskarð naar de buitenwereld zien te komen. De weg over deze moeilijk berijdbare pas, die in 1950 klaar was, was ongeveer 4 à 5 maanden per jaar begaanbaar. Met het openstellen van de tunnel nam de bereikbaarheid van Siglufjörður dan ook geweldig toe, hoewel de tunnel ook nu nog weleens wegens hevige sneeuwval gesloten moet worden.

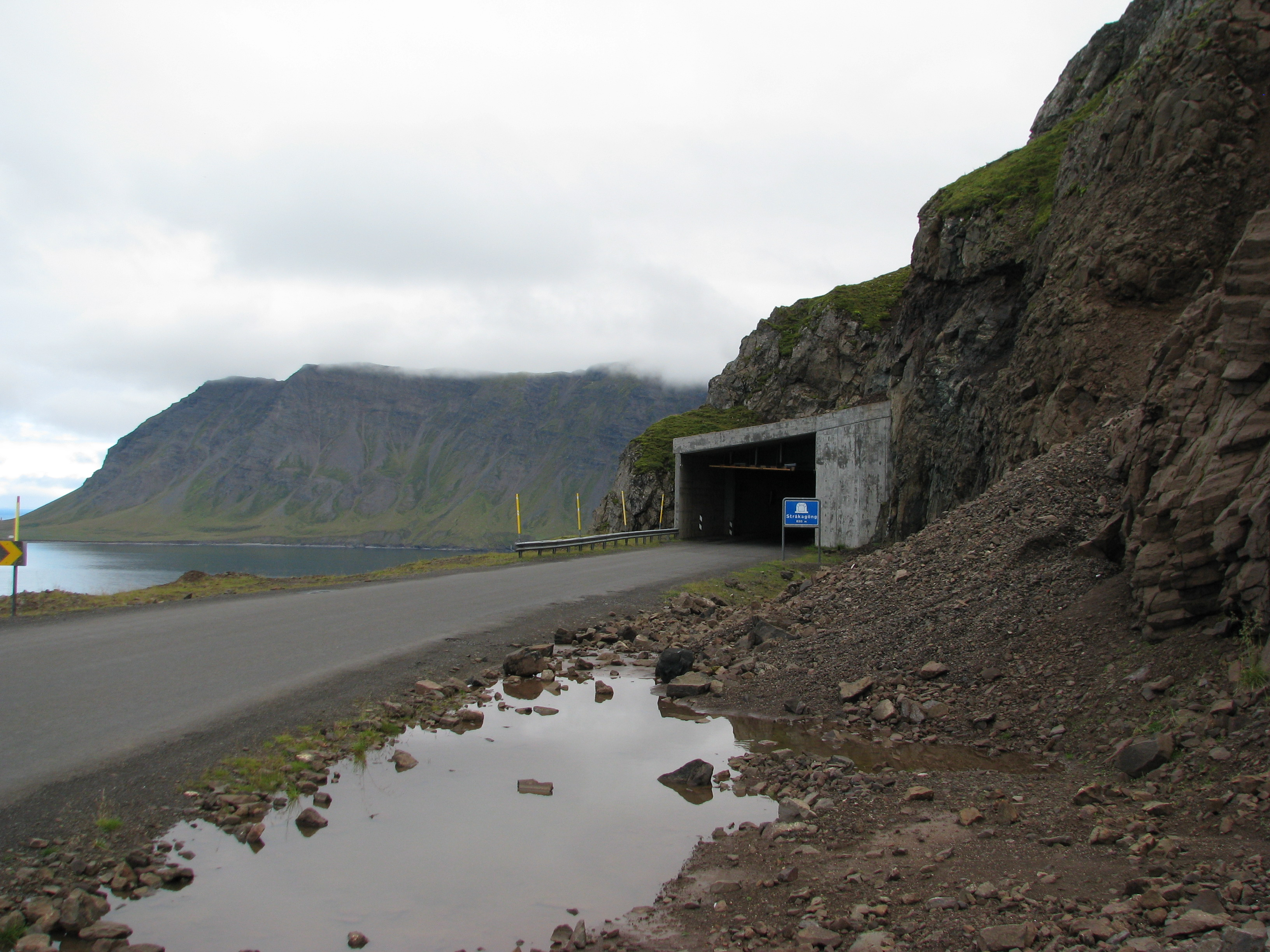
De noordelijke ingang van de Strákagöng. Links de monding van de Siglufjörður fjord.
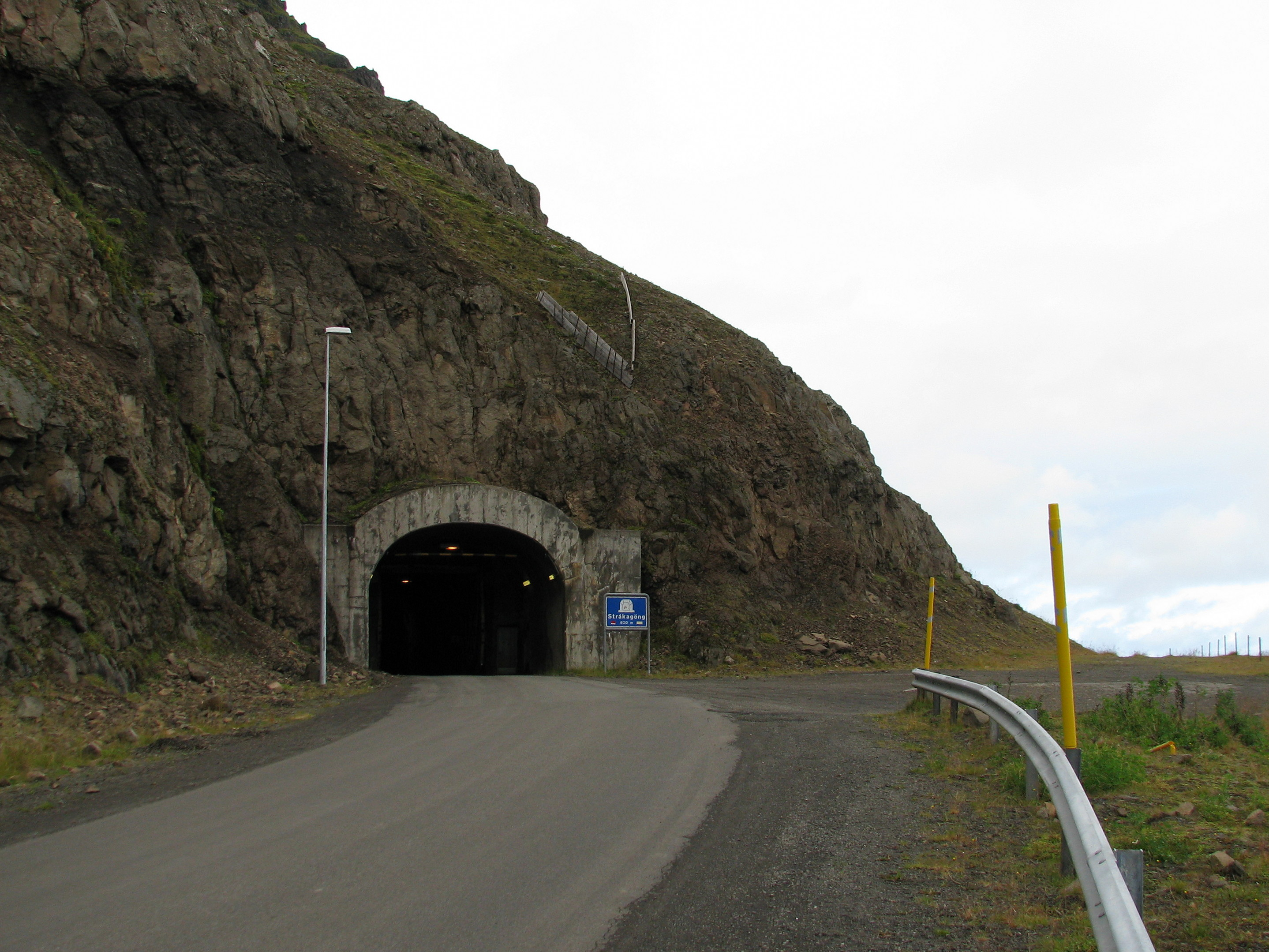
De zuidelijke ingang van de Strákagöng.